# Colobostema bijleveldi
Colobostema bijleveldi är en tvåvingeart som beskrevs av Haenni och Wilhelm Ludwig Rapp 2003. Colobostema bijleveldi ingår i släktet Colobostema och familjen dyngmyggor.
Artens utbredningsområde är Belize. Inga underarter finns listade i Catalogue of Life.